# 害獣
害獣（がいじゅう）とは、人間活動に害をもたらす（獣害を引き起こす）哺乳類に属する動物一般（獣=けもの）を指す言葉である。人間の多い地域では、家畜などの飼育動物以外はほとんどがこれに含まれる可能性がある。

## 概要

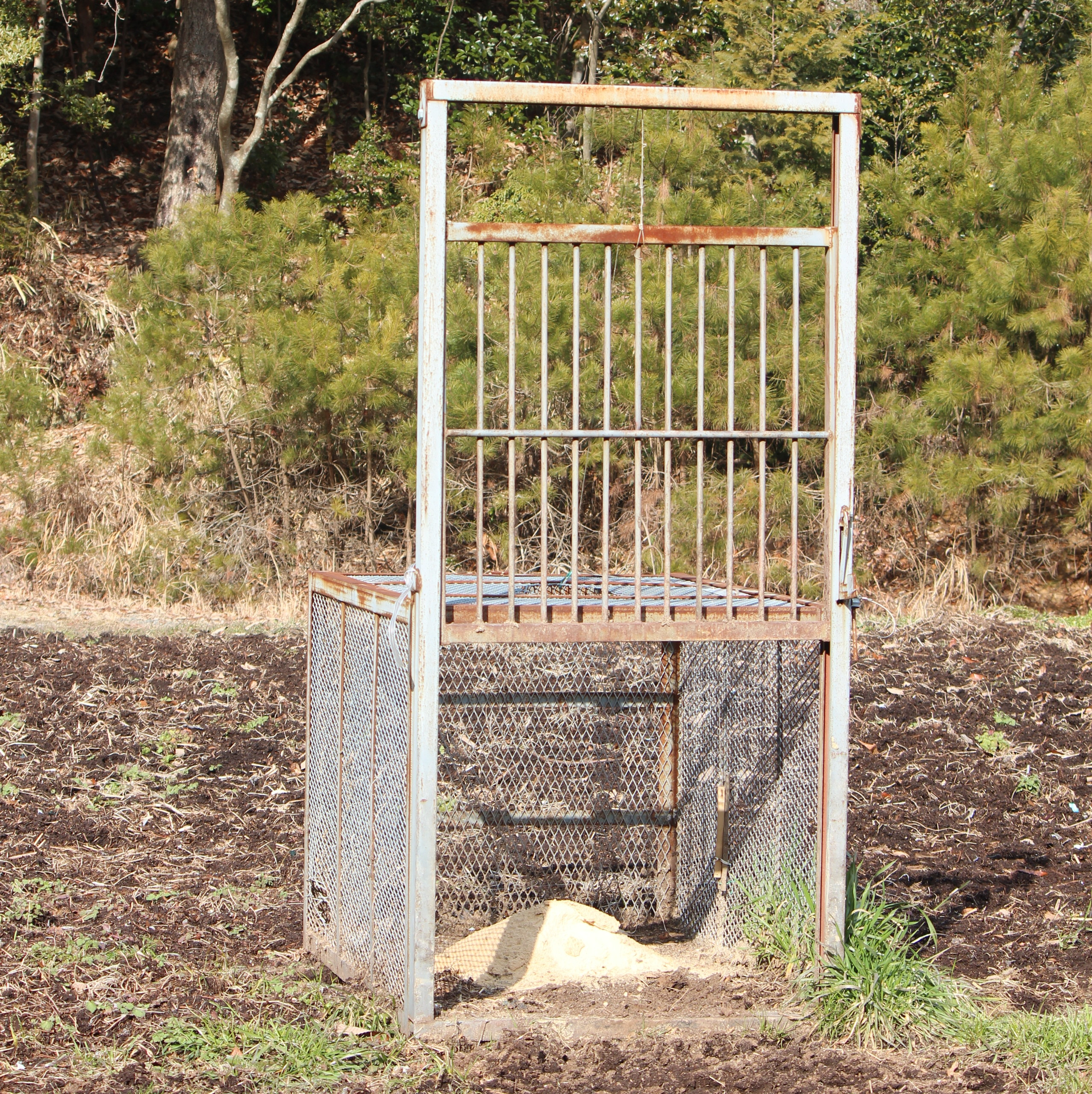
農地でイノシシなどの害獣を捕獲するための罠

哺乳類から受ける人間の被害には、下記のように様々なものがある。そのため、場合によっては地域のあらゆる哺乳類はその名を挙げられる可能性がある。
人間が肉体的被害を受けるもの
ヒグマ、野良イヌ、イノシシ、ニホンザル、トラ、ライオン、ヒョウ、ゾウなど。
農作物が被害を受けるもの
ニホンジカ、ニホンザル、イノシシ、ゾウ、アライグマ、ヌートリア、ハクビシンなど。
家畜や養殖魚などが被害を受けるもの
オオカミ、タヌキ、キツネ、イタチなど。
芝生が荒れるなど景観の被害
モグラなど。
糞尿による汚染
コウモリ、犬、ネコなど。
家屋被害、病原体の媒介
ネズミなど。
害獣とされる動物も一方で、イタチは糞尿の悪臭や農業被害を出してしまう反面、家屋に被害を引き起こすネズミの天敵でもあり、ネズミを駆除してくれる益獣という側面も併せ持ち、イタチがやって来るとネズミによる被害は途端に止む。コウモリも糞尿で迷惑を掛ける反面、一晩で多数の虫、特に蚊やゴキブリを好んで捕食してくれるという側面があり、鳥獣保護法でも益獣に指定され保護されている。他にもアイルランド以外のヨーロッパ全域に生息しているヨーロッパモグラのように、地下に穴を掘って土壌に酸素を供給したり害虫を抑制する働きが認められていながら、害獣として常に駆除の対象となってきた動物もいる。
このように、生物は捕食関係などを通じて相互に生態系のバランスを取っており、全体で地域の自然環境を形成している。「害獣」と称して特定の生物の数を極端に減らしたりすれば、必ず生態系のバランスが崩れる。日本国の事例として、人間がニホンオオカミを害獣として絶滅させた結果、天敵がいなくなった山林でシカが増え続け、ついに令和3年度には森林被害の約70％を占めるに至り、被害額は毎年56億円に上る深刻な状況となっている。本質的には人間が「害獣」「益獣」と単純にレッテルを貼ることができるような話ではなく、むしろ地域の様々な生物が緊密に繋がり合って構成されている生態系という大きな視点で見た場合には、地域の自然環境を形成する生物たちを人間側の都合だけで勝手に分類する極めて自己中心的な物の考え方だとする見かたもできる。
基本的に獣の側が人間の生息域に出現することで被害が顕在化することが多いが、そもそも人間側が原因である環境破壊により生息地の餌資源不足、生息地そのものを失ったことで人間の住む地域に野生動物が現れるようになったといった事実や、アライグマ、マングース、チョウセンイタチ、キョン、ヌートリア等のように本来の生態系には存在しないはずの動物（外来生物）を人間が持ち込んだことが要因である場合もあり、それらの場合は鳥獣害などではなく、もはや人災であるともいえる。また、人間の側も山村の過疎により、獣を撃退する猟師不足の為に充分な対処ができずに状況が悪化することも多い。
日本では、害獣の肉を動物園の大型肉食獣の餌として与える「屠体給餌」が模索されている。飼育動物にとっては環境が自然界に近くなるメリット、人間側にとっては害獣の遺体を焼却や埋没処分する倫理面、そしてハンターの心理的負担面を改善できるメリットがある。

## 害獣対策

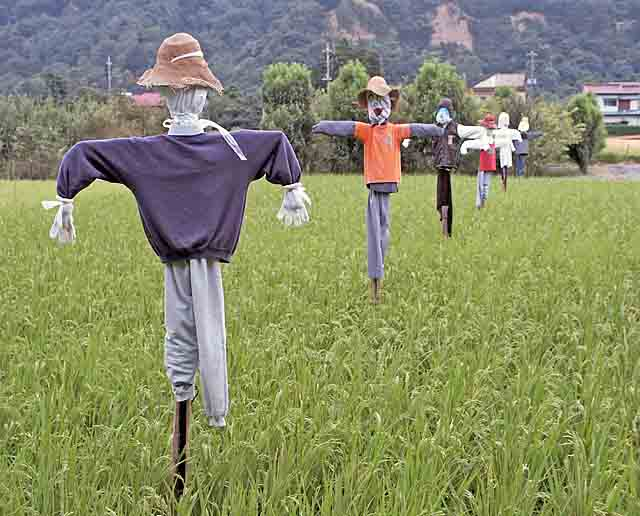
日本の水田に設置された案山子

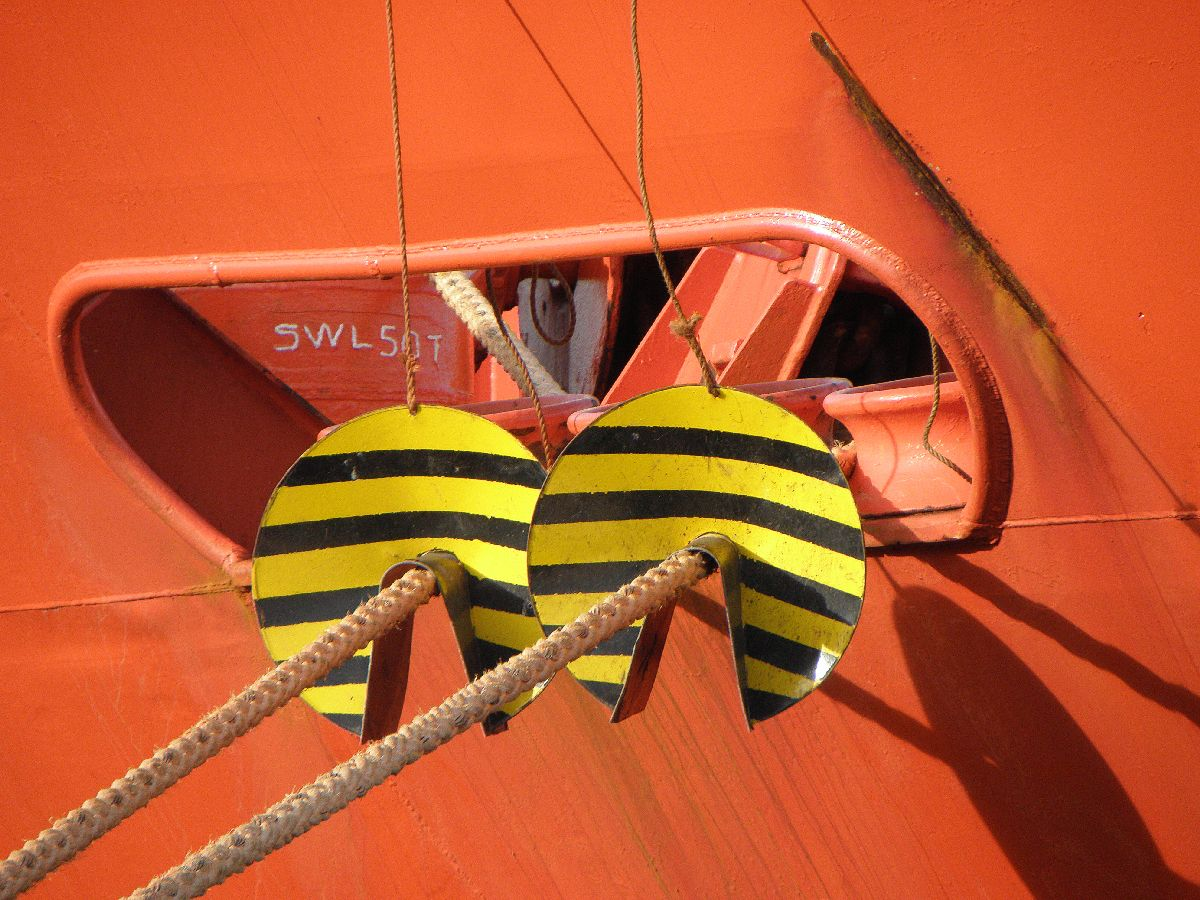
船にネズミなどが入らないよう設置されたねずみ返し

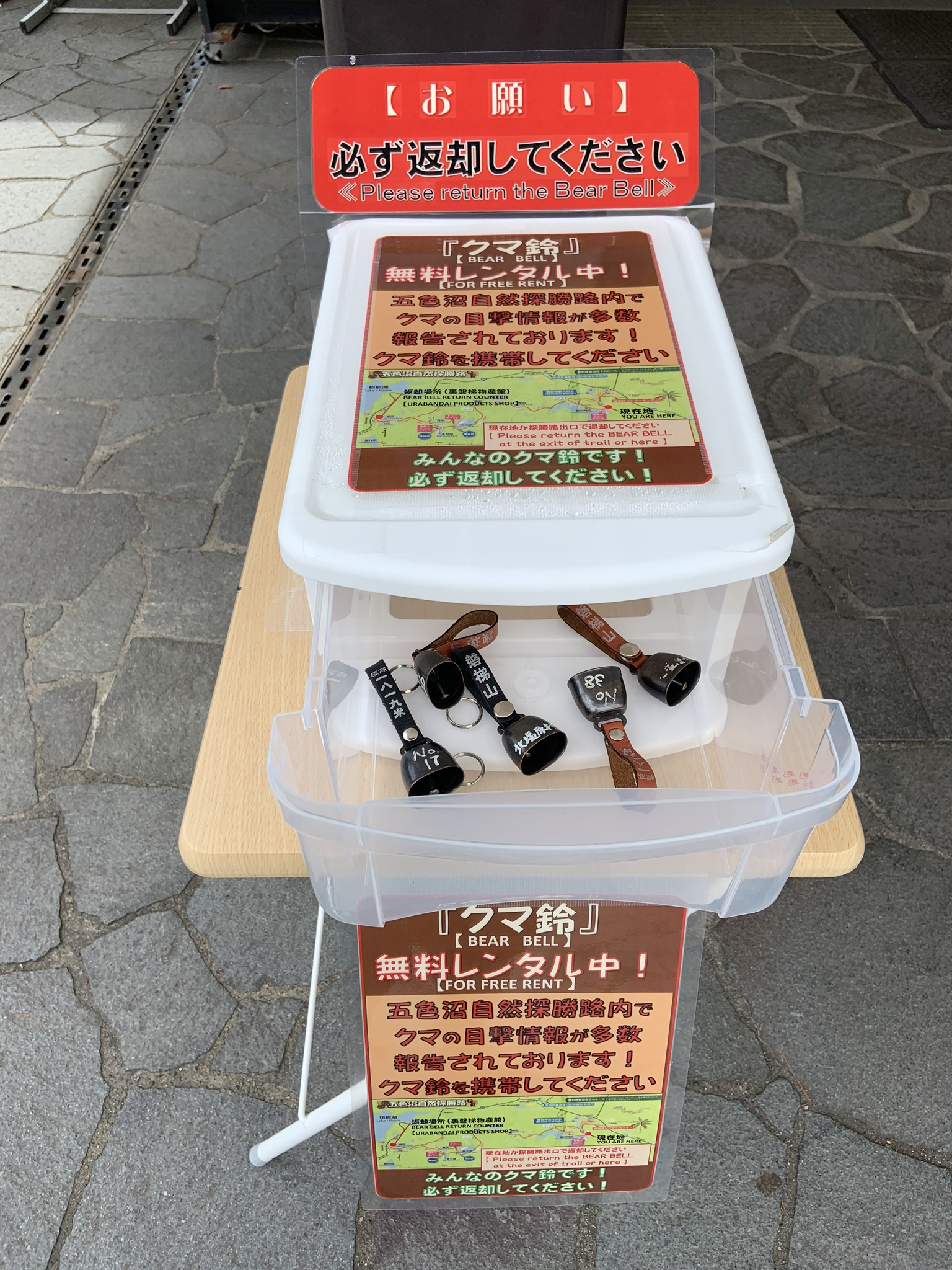
クマよけのクマ鈴。裏磐梯ビジターセンターにて。

動物を畑や道路、鉄道に近寄らせないように、電気柵、嫌がる臭いや音（高周波、低収音）、光、動物駆逐用煙火などが利用される。
動物ごとに対処が異なり、イノシシよけに、クレオソート油、木酢液、オオカミなどの猛獣の糞尿、イノシシの体液などは効果がないが、オオカミの尿には一部の動物（サルや鹿）に忌避効果があるとされる。
- 有刺鉄線 - 鉄条網 - 電気柵

猫
猫よけとして、食酢、木酢液、または匂いの強いハーブなどで忌避行動が起きるとされるほか、超音波式猫回避装置というものもある。
また、かつて効果があるとされたライオンの糞尿は効果がない。同様に水の入ったペットボトルも効果がない。
クマ
クマよけスプレーや、大きな音を出すラジオ、鈴などが使われる。
サメ
効果が疑問視されているがシャークシールドという電場によって近寄らせない方法や、化学生態学的にサメが近寄らなくなるサメ忌避剤などがある。カレイの仲間のウシノシタという魚類は、サメを忌避させる物質を分泌する。
また、白黒の模様はサメの視角に錯覚を起こさせてサメよけとなるとされる。

### 鳥よけ
農作物や公共衛生を害する害鳥を寄せ付けないように、音や姿で鳥を寄せ付けない工夫の総称を鳥威し（とりおどし）という。
案山子、コンパクトディスク(CD)などが使われる。鳥が留まって困る場所には、物理的な鳥除けスパイクが設置される。また、畑全体に防鳥網（鳥よけ網）を設置する場合もある。
CDなどの脅し効果は、最長でも1日程度で効果を失うため、小まめに設置場所や、使うものを変えるなどの細工が必要であるという指摘がされる。
猛禽の声、鷹の姿をした凧、鷹匠が鷹に威嚇行動させることで長期的な鳥よけ効果が確認される。